# الجائزة الوطنية النرويجية للتصميم الغرافيكي
الجائزة الوطنية النرويجية للتصميم الغرافيكي، تعطى في حفل سنوي للمهنيين النرويجيين العاملين مع وسائل الاتصال المرئية في النرويج.
أنشئت في عام 1993،وتطورت أهميتها تدريجيا لتصبح الجائزة المعنوية الأكثر أهمية للمصممين والرسامين في النرويج.